# حسن‌آباد قاشق
حسن‌آباد قاشق(به کردی: حەسەناوای قاشوخ، Ḧesenaway qaşux) روستایی از توابع بخش زیویه در شهرستان سقز است که در استان کردستان ایران قرار دارد.

## جمعیت
این روستا در دهستان گل‌تپه واقع شده و براساس سرشماری سال ۱۳۸۵، جمعیت آن ۷۱ نفر (۱۴ خانوار) بوده‌است.